# جيمس بافينغتون
جيمس بافينغتون (بالإنجليزية: James Buffington)‏ هو عازف جاز أمريكي، ولد في 15 مايو 1922 في Jersey Shore (TV series) ‏، وتوفي في 20 يوليو 1981 في إنغلوود في الولايات المتحدة.

## وصلات خارجية
- جيمس بافينغتون على موقع ميوزك برينز (الإنجليزية)
- جيمس بافينغتون على موقع أول ميوزيك (الإنجليزية)
- جيمس بافينغتون على موقع ديسكوغز (الإنجليزية)